# Willa Holland
Willa Joanna Russo Chance Holland (Los Ángeles, California, 18 de junio de 1991), más conocida como Willa Holland, es una actriz estadounidense. Es más conocida por sus papeles en las series televisivas The OC y Arrow.

## Carrera
Durante su infancia, Holland apareció con gran frecuencia en comerciales de televisión y campañas publicitarias, como las de Ralph Lauren, Burberry London, Abercrombie Kids, Nivea, Guess Kids y Gap Kids, entre otras. Años más tarde consiguió el papel de Kaitlin Cooper en The OC, tras pasar una audición. Ha trabajado en diversos proyectos cinematográficos. Así, se la puede ver en películas como Middle of Nowhere, Génova, Garden Party y Chasing 3000. También actuó en Gossip Girl, durante la segunda temporada, interpretando a Agnes, la nueva amiga de Jenny Humphrey (interpretada por Taylor Momsen).

## Filmografía
| Cine             | Cine                                                      | Cine                   | Cine                                                                                         |
| Año              | Título                                                    | Personaje              | Notas                                                                                        |
| ---------------- | --------------------------------------------------------- | ---------------------- | -------------------------------------------------------------------------------------------- |
| 2001             | Ordinary Madness                                          | Faye de joven          |                                                                                              |
| 2004             | The Heart Is Deceitful Above All Things                   | Milkshake              | Extra                                                                                        |
| 2008             | Chasing 3000                                              | Jamie                  |                                                                                              |
| 2008             | Garden Party                                              | April                  |                                                                                              |
| 2008             | Genova                                                    | Kelly                  |                                                                                              |
| 2008             | Middle of Nowhere                                         | Taylor                 |                                                                                              |
| 2010             | Legion                                                    | Audrey Anderson        |                                                                                              |
| 2010             | La última canción                                         | Chica en la playa      | Cameo                                                                                        |
| 2010             | Humanity's Last Line of Defense                           | Ella misma             | Documental                                                                                   |
| 2011             | Straw Dogs                                                | Janice Hedden          |                                                                                              |
| 2012             | Tiger Eyes                                                | Davey Wexler           |                                                                                              |
| 2016             | Blood in the Water                                        | Veronica               |                                                                                              |
| Televisión       |                                                           |                        |                                                                                              |
| Año              | Título                                                    | Personaje              | Notas                                                                                        |
| 2005             | The Comeback                                              | Kalla                  | Episodio: «Valerie Hangs with the Cool Kids»                                                 |
| 2005             | The Inside                                                |                        | Episodio: «Aidan»                                                                            |
| 2006–2007        | The O. C.                                                 | Kaitlin Cooper         | Protagonista (temporadas 3-4; 22 episodios)                                                  |
| 2008–2012        | Gossip Girl                                               | Agnes Andrews          | Recurrente, 5 episodios                                                                      |
| 2012–2020        | Arrow                                                     | Thea Queen / Speedy    | Protagonista (temporadas 1-6; 112 episodios) Invitada especial (temporadas 7-8; 3 episodios) |
| 2015–2016        | The Flash                                                 | Thea Queen / Speedy    | 2 episodios                                                                                  |
| Videojuegos      |                                                           |                        |                                                                                              |
| Año              | Título                                                    | Personaje              | Notas                                                                                        |
| 2006             | Scarface: The World Is Yours                              |                        |                                                                                              |
| 2010             | Kingdom Hearts Birth by Sleep                             | Aqua                   |                                                                                              |
| 2012             | Kingdom Hearts 3D: Dream Drop Distance                    | Aqua                   |                                                                                              |
| 2014             | Kingdom Hearts Birth by Sleep Final Mix                   | Aqua                   | Nuevo metraje para el episodio secreto exclusivo de Final Mix y metraje archivado            |
| 2017             | Kingdom Hearts 0.2 Birth by Sleep - A Fragmentary Passage | Aqua                   |                                                                                              |
| 2019             | Kingdom Hearts III                                        | Aqua                   |                                                                                              |
| Videos musicales |                                                           |                        |                                                                                              |
| Año              | Artista                                                   | Canción                | Notas                                                                                        |
| 2008             | The Glitterati                                            | «Keep Me Up All Night» |                                                                                              |
| 2010             | Melissa Etheridge                                         | «Fearless Love»        |                                                                                              |